# Micrixalus nudis
Espèce
Statut de conservation UICN

 VU B1ab(iii) : Vulnérable
Micrixalus nudis est une espèce d'amphibiens de la famille des Micrixalidae.

## Répartition
Cette espèce est endémique du Kerala en Inde. Elle se rencontre dans le district de Wayanad dans les Ghâts occidentaux.

## Publication originale
- Pillai, 1978 : A new frog of the genus Micrixalus Boul. from Wynad, S. India. Proceedings of the Indian Academy of Sciences, sér. B, vol. 87, p. 173-177 (introduction).